# Liste der Baudenkmäler im Wuppertaler Wohnquartier Wichlinghausen-Süd (H–Z)
Die Liste der Baudenkmäler im Wuppertaler Wohnquartier Wichlinghausen-Süd (H–Z) enthält die denkmalgeschützten Bauwerke auf dem Gebiet von Wuppertal-Wichlinghausen-Süd in Nordrhein-Westfalen (Stand: November 2011). Diese Baudenkmäler sind in der Denkmalliste der Stadt Wuppertal eingetragen; Grundlage für die Aufnahme ist das Denkmalschutzgesetz Nordrhein-Westfalen (DSchG NRW).

## Auszug aus der Denkmalliste

### Eingetragene Baudenkmäler
| Bild                                  | Bezeichnung                                                | Lage                                           | Beschreibung                                                          | Bauzeit                                                         | Eingetragen seit   | Denkmal- nummer |
| ------------------------------------- | ---------------------------------------------------------- | ---------------------------------------------- | --------------------------------------------------------------------- | --------------------------------------------------------------- | ------------------ | --------------- |
| weitere Bilder                        | Wohn- und Geschäftshaus                                    | Wichlinghausen-Süd Handelstraße 2 Karte        |                                                                       |                                                                 | 5. Mai 1993        | 2910            |
| weitere Bilder                        | Wohnhaus                                                   | Wichlinghausen-Süd Handelstraße 3 Karte        |                                                                       |                                                                 | 18. April 1986     | 752             |
| Wohnhaus                              | Wohnhaus                                                   | Wichlinghausen-Süd Handelstraße 5 Karte        |                                                                       |                                                                 | 5. Mai 1993        | 2924            |
| weitere Bilder                        | Wohn- und Geschäftshaus                                    | Wichlinghausen-Süd Handelstraße 6 Karte        |                                                                       |                                                                 | 14. Januar 1992    | 1995            |
| weitere Bilder                        | Wohn- und Geschäftshaus                                    | Wichlinghausen-Süd Handelstraße 7 Karte        |                                                                       |                                                                 | 14. Januar 1992    | 1993            |
| Wohnhaus                              | Wohnhaus                                                   | Wichlinghausen-Süd Handelstraße 8 Karte        |                                                                       |                                                                 | 5. Mai 1993        | 2925            |
| weitere Bilder                        | Wohnhaus                                                   | Wichlinghausen-Süd Handelstraße 11 Karte       | eine bauliche Einheit und eine D-Nummer mit Freiheitstraße 34         |                                                                 | 27. Februar 1985   | 348             |
| Wohnhaus                              | Wohnhaus                                                   | Wichlinghausen-Süd Handelstraße 13 Karte       |                                                                       |                                                                 | 19. April 1993     | 2898            |
| Wohn- und Geschäftshaus               | Wohn- und Geschäftshaus                                    | Wichlinghausen-Süd Handelstraße 14 Karte       |                                                                       |                                                                 | 5. Mai 1993        | 2923            |
| weitere Bilder                        | Wohnhaus                                                   | Wichlinghausen-Süd Handelstraße 16 Karte       |                                                                       |                                                                 | 23. Mai 1986       | 766             |
| weitere Bilder                        | Wohnhaus                                                   | Wichlinghausen-Süd Handelstraße 24 Karte       |                                                                       |                                                                 | 13. Januar 1988    | 1273            |
| weitere Bilder                        | Wohnhaus                                                   | Wichlinghausen-Süd Handelstraße 25 Karte       | eine D-Nummer mit Handelstraße 27                                     |                                                                 | 14. Mai 1993       | 2949            |
| weitere Bilder                        | Wohnhaus                                                   | Wichlinghausen-Süd Handelstraße 26 Karte       |                                                                       |                                                                 | 13. Januar 1988    | 1272            |
| weitere Bilder                        | Wohnhaus                                                   | Wichlinghausen-Süd Handelstraße 27 Karte       | eine D-Nummer mit Handelstraße 25                                     |                                                                 | 14. Mai 1993       | 2949            |
| Wohnhaus                              | Wohnhaus                                                   | Wichlinghausen-Süd Handelstraße 29 Karte       |                                                                       | vor 1907                                                        | 13. August 1992    | 2374            |
| Wohn- und Geschäftshaus               | Wohn- und Geschäftshaus                                    | Wichlinghausen-Süd Handelstraße 31 Karte       |                                                                       |                                                                 | 25. Mai 1993       | 2956            |
| Wohn- und Geschäftshaus               | Wohn- und Geschäftshaus                                    | Wichlinghausen-Süd Handelstraße 33 Karte       |                                                                       |                                                                 | 13. Mai 1993       | 2932            |
| Wohn- und Geschäftshaus               | Wohn- und Geschäftshaus                                    | Wichlinghausen-Süd Handelstraße 35 Karte       |                                                                       |                                                                 | 19. April 1993     | 2897            |
| weitere Bilder                        | Wohnhaus                                                   | Wichlinghausen-Süd Handelstraße 39 Karte       |                                                                       |                                                                 | 13. Januar 1988    | 1274            |
| weitere Bilder                        | Wohn- und Geschäftshaus                                    | Wichlinghausen-Süd Handelstraße 39 a Karte     |                                                                       | 1885–1890                                                       | 18. Januar 1994    | 3265            |
| Wohn- und Geschäftshaus               | Wohn- und Geschäftshaus                                    | Wichlinghausen-Süd Handelstraße 41 Karte       |                                                                       | 1860er Jahre                                                    | 21. Januar 1994    | 3268            |
| Wohnhaus                              | Wohnhaus                                                   | Wichlinghausen-Süd Handelstraße 43 Karte       |                                                                       |                                                                 | 18. Januar 1994    | 3266            |
| Wohnhaus                              | Wohnhaus                                                   | Wichlinghausen-Süd Handelstraße 45 Karte       |                                                                       | um 1900                                                         | 1. Juli 1988       | 1412            |
| weitere Bilder                        | Wohnhaus                                                   | Wichlinghausen-Süd Handelstraße 49 Karte       |                                                                       | 1904                                                            | 18. Januar 1994    | 3267            |
| weitere Bilder                        | Wohnhaus                                                   | Wichlinghausen-Süd Handelstraße 50 Karte       |                                                                       | um 1900                                                         | 15. März 1985      | 365             |
| Wohn- und Geschäftshaus               | Wohn- und Geschäftshaus                                    | Wichlinghausen-Süd Handelstraße 51 Karte       |                                                                       | 1902                                                            | 4. Juli 1994       | 3451            |
| weitere Bilder                        | Wohn- und Geschäftshaus                                    | Wichlinghausen-Süd Handelstraße 52 Karte       |                                                                       | 1904                                                            | 21. Januar 1994    | 3269            |
| weitere Bilder                        | Wohnhaus                                                   | Wichlinghausen-Süd Huldastraße 33              |                                                                       | 1903                                                            | 29. Dezember 1995  | 3834            |
| Wohnhaus                              | Wohnhaus                                                   | Wichlinghausen-Süd Huldastraße 37              |                                                                       | 1902                                                            | 12. Dezember 1995  | 3811            |
| weitere Bilder                        | Wohnhaus                                                   | Wichlinghausen-Süd Huldastraße 37 a            |                                                                       | 1901                                                            | 13. Dezember 1995  | 3819            |
| weitere Bilder                        |                                                            | Wichlinghausen-Süd Huldastraße 40              |                                                                       | um 1900                                                         | 7. Mai 1992        | 2203            |
| weitere Bilder                        | Wohn- und Geschäftshaus                                    | Wichlinghausen-Süd Huldastraße 41              |                                                                       | 1899                                                            | 4. Februar 1992    | 2017            |
| weitere Bilder                        | Wohnhaus                                                   | Wichlinghausen-Süd Huldastraße 41 a            |                                                                       |                                                                 | 27. Oktober 1995   | 3767            |
| weitere Bilder                        | Wohnhaus                                                   | Wichlinghausen-Süd Huldastraße 43              |                                                                       | 1900                                                            | 15. April 1987     | 1034            |
| weitere Bilder                        | Wohnhaus                                                   | Wichlinghausen-Süd Huldastraße 44              |                                                                       | 1899                                                            | 23. November 1995  | 3805            |
| weitere Bilder                        | Wohnhaus                                                   | Wichlinghausen-Süd Huldastraße 45              |                                                                       | 1902                                                            | 8. November 1995   | 3772            |
| weitere Bilder                        | Wohnhaus                                                   | Wichlinghausen-Süd Huldastraße 46              |                                                                       | 1900                                                            | 16. November 1995  | 3782            |
| weitere Bilder                        | Wohnhaus                                                   | Wichlinghausen-Süd Huldastraße 47              |                                                                       | 1901                                                            | 12. Dezember 1995  | 3815            |
| weitere Bilder                        | Wohnhaus                                                   | Wichlinghausen-Süd Huldastraße 48              |                                                                       | um 1900                                                         | 27. April 1992     | 2190            |
| weitere Bilder                        | Wohnhaus                                                   | Wichlinghausen-Süd Huldastraße 49              |                                                                       | 1903                                                            | 9. Februar 1996    | 3814            |
| Wohnhaus                              | Wohnhaus                                                   | Wichlinghausen-Süd Huldastraße 49 a            |                                                                       | 1904                                                            | 12. Dezember 1995  | 3812            |
| Wohnhaus                              | Wohnhaus                                                   | Wichlinghausen-Süd Huldastraße 50              |                                                                       | 1903                                                            | 17. Dezember 1992  | 2634            |
| weitere Bilder                        | Wohnhaus                                                   | Wichlinghausen-Süd Huldastraße 51              |                                                                       | 1902                                                            | 15. Oktober 1993   | 3148            |
| Wohnhaus                              | Wohnhaus                                                   | Wichlinghausen-Süd Huldastraße 52              |                                                                       | 1903                                                            | 22. Februar 1996   | 3861            |
| weitere Bilder                        | Wohn- und Geschäftshaus                                    | Wichlinghausen-Süd Huldastraße 53              |                                                                       | 1901                                                            | 14. Dezember 1987  | 1238            |
| Wohnhaus                              | Wohnhaus                                                   | Wichlinghausen-Süd Huldastraße 54              |                                                                       | 1905                                                            | 9. August 1995     | 3713            |
| weitere Bilder                        | Wohnhaus                                                   | Wichlinghausen-Süd Huldastraße 56              |                                                                       | 1901                                                            | 12. Januar 1996    | 3839            |
| weitere Bilder                        | Wohnhaus                                                   | Wichlinghausen-Süd Huldastraße 56 a            |                                                                       | 1901                                                            | 14. März 1988      | 1320            |
| Wohn- und Geschäftshaus               | Wohn- und Geschäftshaus                                    | Wichlinghausen-Süd Huldastraße 58              |                                                                       | 1901                                                            | 11. Mai 1992       | 2217            |
| weitere Bilder                        | Wohnhaus                                                   | Wichlinghausen-Süd Huldastraße 60              |                                                                       | 1900                                                            | 15. Dezember 1987  | 1240            |
| weitere Bilder                        | Wohnhaus                                                   | Wichlinghausen-Süd Jungstraße 2                |                                                                       |                                                                 | 23. Dezember 1987  | 1254            |
| weitere Bilder                        | Wohnhaus                                                   | Wichlinghausen-Süd Jungstraße 5                |                                                                       |                                                                 | 23. Dezember 1987  | 1255            |
| Wohnhaus                              | Wohnhaus                                                   | Wichlinghausen-Süd Jungstraße 7                |                                                                       | 1875–1879                                                       | 18. April 1996     | 3893            |
| weitere Bilder                        | Wohnhaus                                                   | Wichlinghausen-Süd Jungstraße 8                |                                                                       | 1875–1879                                                       | 18. April 1996     | 3894            |
| Wohnhaus                              | Wohnhaus                                                   | Wichlinghausen-Süd Jungstraße 10               |                                                                       | 1902/03                                                         | 18. April 1996     | 3895            |
| Wohnhaus                              | Wohnhaus                                                   | Wichlinghausen-Süd Jungstraße 12               |                                                                       | 1875–1879                                                       | 18. April 1996     | 3896            |
| Wohn- und Geschäftshaus               | Wohn- und Geschäftshaus                                    | Wichlinghausen-Süd Jungstraße 14               |                                                                       | 1890er Jahre                                                    | 18. April 1996     | 3897            |
| weitere Bilder                        | Wohnhaus                                                   | Wichlinghausen-Süd Jungstraße 16               |                                                                       | 1890er Jahre                                                    | 18. April 1996     | 3898            |
| Wohnhaus                              | Wohnhaus                                                   | Wichlinghausen-Süd Liegnitzer Straße 24        |                                                                       | um 1900                                                         | 27. Februar 1985   | 349             |
| weitere Bilder                        | Wohnhaus                                                   | Wichlinghausen-Süd Liegnitzer Straße 26        |                                                                       | 1908                                                            | 27. Februar 1985   | 342             |
| weitere Bilder                        | Wohnhaus                                                   | Wichlinghausen-Süd Liegnitzer Straße 28        |                                                                       | 1903                                                            | 29. November 1994  | 3611            |
| Wohn- und Geschäftshaus               | Wohn- und Geschäftshaus                                    | Wichlinghausen-Süd Liegnitzer Straße 30        |                                                                       | um 1900                                                         | 9. Dezember 1991   | 1963            |
| Wohnhaus                              | Wohnhaus                                                   | Wichlinghausen-Süd Liegnitzer Straße 32        |                                                                       | 1905                                                            | 11. November 1994  | 3559            |
| weitere Bilder                        | Wohnhaus                                                   | Wichlinghausen-Süd Liegnitzer Straße 34        |                                                                       | 1904                                                            | 27. April 1992     | 2185            |
| Wohnhaus(ehemaliges Rektorenwohnhaus) | Wohnhaus (ehemaliges Rektorenwohnhaus)                     | Wichlinghausen-Süd Liegnitzer Straße 62        |                                                                       | 1902                                                            | 21. Mai 1996       | 3913            |
| weitere Bilder                        | Schulgebäude (Liegnitzer Schule)                           | Wichlinghausen-Süd Liegnitzer Straße 64        |                                                                       | 1902                                                            | 13. Dezember 1995  | 3828            |
| weitere Bilder                        | Brücke (Rheinische Bahnstrecke)                            | Wichlinghausen-Süd Markusstraße/Rathenaustraße | Bestandteil der Rheinischen Bahnstrecke                               |                                                                 | 11. April 1991     | 1889            |
| weitere Bilder                        | Wohnhaus mit Gaststätte                                    | Wichlinghausen-Süd Nornenstraße 1              | eine bauliche Einheit und eine D-Nummer mit Germanenstraße 92         | 1890er Jahre                                                    | 10. April 1992     | 2151            |
| weitere Bilder                        | Wohnhaus                                                   | Wichlinghausen-Süd Nornenstraße 5              |                                                                       | 1890er Jahre                                                    | 24. September 1993 | 3129            |
| weitere Bilder                        | Wohnhaus                                                   | Wichlinghausen-Süd Nornenstraße 7              |                                                                       |                                                                 | 24. März 1986      | 738             |
| weitere Bilder                        | Wohnhaus                                                   | Wichlinghausen-Süd Nornenstraße 8              | eine D-Nummer mit Nornenstraße 10                                     | um 1900                                                         | 20. September 1988 | 1470            |
| Wohnhaus                              | Wohnhaus                                                   | Wichlinghausen-Süd Nornenstraße 9              |                                                                       |                                                                 | 27. September 1988 | 1476            |
| weitere Bilder                        | Wohnhaus                                                   | Wichlinghausen-Süd Nornenstraße 10             | eine D-Nummer mit Nornenstraße 8                                      | um 1900                                                         | 20. September 1988 | 1470            |
| weitere Bilder                        | Wohnhaus                                                   | Wichlinghausen-Süd Nornenstraße 11             |                                                                       | vor 1875                                                        | 17. April 1996     | 3882            |
| weitere Bilder                        | Wohn- und Geschäftshaus                                    | Wichlinghausen-Süd Nornenstraße 13             |                                                                       | vor 1871                                                        | 24. September 1993 | 3135            |
| Wohnhaus                              | Wohnhaus                                                   | Wichlinghausen-Süd Nornenstraße 18             |                                                                       | 1890er Jahre                                                    | 24. September 1993 | 3132            |
| Wohn- und Geschäftshaus               | Wohn- und Geschäftshaus                                    | Wichlinghausen-Süd Nornenstraße 20             |                                                                       | um 1900                                                         | 5. Dezember 1984   | 200             |
| weitere Bilder                        | Wohn- und Geschäftshaus                                    | Wichlinghausen-Süd Nornenstraße 22             |                                                                       | 1900                                                            | 20. September 1988 | 1471            |
| weitere Bilder                        | Wohn- und Geschäftshaus                                    | Wichlinghausen-Süd Oststraße 2                 | eine bauliche Einheit und eine D-Nummer mit Alte Straße 1             |                                                                 | 8. November 1988   | 1501            |
| weitere Bilder                        | Wohn- und Geschäftshaus                                    | Wichlinghausen-Süd Oststraße 4                 | eine bauliche Einheit und eine D-Nummer mit Alte Straße 3             |                                                                 | 12. April 1988     | 1339            |
| weitere Bilder                        | Wohn- und Geschäftshaus                                    | Wichlinghausen-Süd Oststraße 4 a               |                                                                       |                                                                 | 18. September 1986 | 870             |
| weitere Bilder                        | Wohn- und Geschäftshaus                                    | Wichlinghausen-Süd Oststraße 6                 |                                                                       |                                                                 | 4. November 1988   | 1495            |
| weitere Bilder                        | Wohn- und Geschäftshaus                                    | Wichlinghausen-Süd Oststraße 12                | eine bauliche Einheit und eine D-Nummer mit Alte Straße 11            |                                                                 | 12. Juni 1985      | 514             |
| weitere Bilder                        | Wohnhaus                                                   | Wichlinghausen-Süd Oststraße 14                |                                                                       |                                                                 | 17. Oktober 1985   | 619             |
| weitere Bilder                        | Wohnhaus                                                   | Wichlinghausen-Süd Oststraße 26                |                                                                       |                                                                 | 18. Juli 1984      | 55              |
| weitere Bilder                        | Wohnhaus                                                   | Wichlinghausen-Süd Oststraße 30                |                                                                       |                                                                 | 1. August 1984     | 69              |
| weitere Bilder                        | Wohnhaus                                                   | Wichlinghausen-Süd Oststraße 34                |                                                                       |                                                                 | 13. Juni 1990      | 1776            |
| weitere Bilder                        | Wohnhaus                                                   | Wichlinghausen-Süd Oststraße 38                |                                                                       | Anfang der 1870er Jahre                                         | 14. Oktober 1999   | 4121            |
| weitere Bilder                        | Wohn- und Geschäftshaus                                    | Wichlinghausen-Süd Oststraße 40                |                                                                       | Anfang der 1870er Jahre                                         | 14. Oktober 1999   | 4122            |
| weitere Bilder                        | Wohn- und Geschäftshaus                                    | Wichlinghausen-Süd Rathenaustraße 37           | ehemals Huldastraße 39                                                |                                                                 | 9. Juni 1988       | 1389            |
| weitere Bilder                        | Wohn- und Geschäftshaus                                    | Wichlinghausen-Süd Rathenaustraße 42           | eine D-Nummer mit Rathenaustraße 44                                   |                                                                 | 9. Januar 1989     | 1510            |
| weitere Bilder                        | Wohn- und Geschäftshaus                                    | Wichlinghausen-Süd Rathenaustraße 44           | eine D-Nummer mit Rathenaustraße 42                                   |                                                                 | 9. Januar 1989     | 1510            |
| weitere Bilder                        | Wohnhaus                                                   | Wichlinghausen-Süd Rathenaustraße 53           |                                                                       |                                                                 | 20. Juni 1989      | 1615            |
| weitere Bilder                        | Wohnhaus                                                   | Wichlinghausen-Süd Rathenaustraße 60           |                                                                       | kurz vor 1873                                                   | 30. Juli 1992      | 2351            |
| weitere Bilder                        | Wohnhaus                                                   | Wichlinghausen-Süd Rathenaustraße 61           |                                                                       |                                                                 | 14. April 1989     | 1577            |
| weitere Bilder                        | Wohnhaus                                                   | Wichlinghausen-Süd Rathenaustraße 63           |                                                                       | um 1898                                                         | 7. August 1996     | 3975            |
| weitere Bilder                        | Wohnhaus                                                   | Wichlinghausen-Süd Rathenaustraße 65           |                                                                       | um 1900                                                         | 2. September 1987  | 1119            |
| weitere Bilder                        | Brücke (Rheinische Bahnstrecke)                            | Wichlinghausen-Süd Sonnabendstraße             | Bestandteil der Rheinischen Bahnstrecke                               | 1879                                                            |                    | 0               |
| weitere Bilder                        | Wohn- und Geschäftshaus                                    | Wichlinghausen-Süd Sonnabendstraße 53          |                                                                       | um 1900                                                         | 5. April 1990      | 1729            |
| weitere Bilder                        | Wohnhaus                                                   | Wichlinghausen-Süd Sonnabendstraße 54          |                                                                       | 1902                                                            | 26. Oktober 1987   | 1164            |
| weitere Bilder                        | Wohnhaus                                                   | Wichlinghausen-Süd Sonnabendstraße 55          |                                                                       | um 1900                                                         | 29. Juni 1996      | 1901            |
| weitere Bilder                        | Wohnhaus                                                   | Wichlinghausen-Süd Sonnabendstraße 57          |                                                                       | um 1900                                                         | 7. März 1990       | 1711            |
| weitere Bilder                        | Wohnhaus                                                   | Wichlinghausen-Süd Sonnabendstraße 58          |                                                                       | 1901                                                            | 27. Februar 1992   | 2060            |
| Wohnhaus                              | Wohnhaus                                                   | Wichlinghausen-Süd Sonnabendstraße 59          |                                                                       | 1902                                                            | 18. Januar 1996    | 3847            |
| weitere Bilder                        | Wohnhaus                                                   | Wichlinghausen-Süd Sonnabendstraße 60          |                                                                       | um 1900                                                         | 20. Januar 1992    | 2003            |
| weitere Bilder                        | Wohnhaus                                                   | Wichlinghausen-Süd Teichstraße 16              |                                                                       |                                                                 | 19. April 1990     | 1741            |
| weitere Bilder                        | Wohnhaus                                                   | Wichlinghausen-Süd Teichstraße 18              |                                                                       |                                                                 | 19. April 1990     | 1742            |
| weitere Bilder                        | Wohnhaus                                                   | Wichlinghausen-Süd Voswinckelstraße 21         |                                                                       | um 1825                                                         | 4. März 1987       | 979             |
| weitere Bilder                        | Wohnhaus                                                   | Wichlinghausen-Süd Voswinckelstraße 23         |                                                                       | 1880er Jahre                                                    | 28. November 1994  | 3599            |
| weitere Bilder                        | Brücke (Viadukt Westkotter Straße. Rheinische Bahnstrecke) | Wichlinghausen-Süd Westkotter Straße           | Bestandteil der Rheinischen Bahnstrecke                               |                                                                 | 11. April 1991     | 1891            |
| weitere Bilder                        | Wohnhaus                                                   | Wichlinghausen-Süd Westkotter Straße 84        |                                                                       |                                                                 | 3. März 1995       | 3673            |
| weitere Bilder                        | Wohnhaus                                                   | Wichlinghausen-Süd Westkotter Straße 92        | eine bauliche Einheit und eine D-Nummer mit Westkotter Straße 94      | 1906-09                                                         | 2. September 1992  | 2390            |
| weitere Bilder                        | Wohnhaus                                                   | Wichlinghausen-Süd Westkotter Straße 94        | eine bauliche Einheit und eine D-Nummer mit Westkotter Straße 92      | 1906-09                                                         | 2. September 1992  | 2390            |
| weitere Bilder                        | Wohn- und Geschäftshaus                                    | Wichlinghausen-Süd Westkotter Straße 148       |                                                                       |                                                                 | 28. September 1990 | 1823            |
| weitere Bilder                        | Wohn- und Geschäftshaus                                    | Wichlinghausen-Süd Westkotter Straße 156       |                                                                       | 1850er Jahre                                                    | 16. November 1995  | 3783            |
| weitere Bilder                        | Wohnhaus                                                   | Wichlinghausen-Süd Westkotter Straße 158       |                                                                       | 1850er Jahre                                                    | 16. November 1995  | 3784            |
| weitere Bilder                        | Wohnhaus                                                   | Wichlinghausen-Süd Westkotter Straße 164       |                                                                       | 1850–1861, 1869–1877 Erweiterung um 2 Fensterachsen nach Westen | 20. Juni 1995      | 3698            |
| weitere Bilder                        | Wohnhaus                                                   | Wichlinghausen-Süd Westkotter Straße 166       |                                                                       |                                                                 | 18. Juli 1986      | 816             |
| weitere Bilder                        | Wohnhaus                                                   | Wichlinghausen-Süd Westkotter Straße 176       |                                                                       | 1848                                                            | 2. Mai 1995        | 3684            |
| weitere Bilder                        | Evangelische Kirche                                        | Wichlinghausen-Süd Westkotter Straße 198       |                                                                       | 1864–1867                                                       | 20. August 1984    | 86              |
| weitere Bilder                        | Wohnhaus (Ehemaliges Pastorat)                             | Wichlinghausen-Süd Westkotter Straße 200       |                                                                       |                                                                 | 1. August 1984     | 68              |
| weitere Bilder                        | Wohn- und Geschäftshaus                                    | Wichlinghausen-Süd Westkotter Straße 202       |                                                                       |                                                                 | 6. September 1984  | 128             |
| weitere Bilder                        | Wohn- und Geschäftshaus                                    | Wichlinghausen-Süd Westkotter Straße 204       | eine bauliche Einheit und eine D-Nummer mit Wichlinghauser Straße 123 |                                                                 | 6. Juli 1987       | 1084            |
| weitere Bilder                        | Wohnhaus                                                   | Wichlinghausen-Süd Westkotter Straße 204 a     | eine D-Nummer mit Westkotter Straße 204 a (Backhaus)                  |                                                                 | 9. Dezember 1985   | 660             |
| weitere Bilder                        | Backhaus                                                   | Wichlinghausen-Süd Westkotter Straße 204 a     | eine D-Nummer mit Westkotter Straße 204 a (Wohnhaus)                  |                                                                 | 9. Dezember 1985   | 660             |
| weitere Bilder                        | Wohnhaus                                                   | Wichlinghausen-Süd Wichlinghauser Straße 44    |                                                                       |                                                                 | 11. Juli 1996      | 3969            |
| weitere Bilder                        | Wohn- und Geschäftshaus                                    | Wichlinghausen-Süd Wichlinghauser Straße 46    |                                                                       | um 1900                                                         | 20. April 1989     | 1592            |
| Wohn- und Geschäftshaus               | Wohn- und Geschäftshaus                                    | Wichlinghausen-Süd Wichlinghauser Straße 50    |                                                                       | um 1900                                                         | 26. Februar 1986   | 723             |
| weitere Bilder                        | Wohn- und Geschäftshaus                                    | Wichlinghausen-Süd Wichlinghauser Straße 52    |                                                                       | um 1900                                                         | 18. Januar 1991    | 1857            |
| weitere Bilder                        | Wohn- und Geschäftshaus                                    | Wichlinghausen-Süd Wichlinghauser Straße 54    |                                                                       | um 1900                                                         | 4. Oktober 1988    | 1483            |
| Wohn- und Geschäftshaus               | Wohn- und Geschäftshaus                                    | Wichlinghausen-Süd Wichlinghauser Straße 56    |                                                                       | 1900                                                            | 23. Januar 1991    | 1860            |
| weitere Bilder                        | Wohn- und Geschäftshaus                                    | Wichlinghausen-Süd Wichlinghauser Straße 57    |                                                                       | 1903                                                            | 22. Januar 1991    | 1858            |
| weitere Bilder                        | Wohn- und Geschäftshaus                                    | Wichlinghausen-Süd Wichlinghauser Straße 58    | eine D-Nummer mit Wichlinghauser Straße 60                            |                                                                 | 14. April 1989     | 1583            |
| weitere Bilder                        | Wohn- und Geschäftshaus                                    | Wichlinghausen-Süd Wichlinghauser Straße 59    |                                                                       | um 1900                                                         | 10. Oktober 1984   | 153             |
| weitere Bilder                        | Wohn- und Geschäftshaus                                    | Wichlinghausen-Süd Wichlinghauser Straße 60    | eine D-Nummer mit Wichlinghauser Straße 58                            |                                                                 | 14. April 1989     | 1583            |
| weitere Bilder                        | Wohn- und Geschäftshaus                                    | Wichlinghausen-Süd Wichlinghauser Straße 61    |                                                                       | 1901                                                            | 10. Juni 1996      | 3931            |
| weitere Bilder                        | Wohnhaus                                                   | Wichlinghausen-Süd Wichlinghauser Straße 62    |                                                                       | 1899                                                            | 11. Mai 1992       | 2214            |
| Wohn- und Geschäftshaus               | Wohn- und Geschäftshaus                                    | Wichlinghausen-Süd Wichlinghauser Straße 63    |                                                                       | 1904                                                            | 13. Dezember 1995  | 3830            |
| weitere Bilder                        | Wohn- und Geschäftshaus                                    | Wichlinghausen-Süd Wichlinghauser Straße 64    |                                                                       | um 1900                                                         | 23. April 1985     | 419             |
| Wohnhaus                              | Wohnhaus                                                   | Wichlinghausen-Süd Wichlinghauser Straße 65    |                                                                       | um 1900                                                         | 23. April 1985     | 416             |
| Wohn- und Geschäftshaus               | Wohn- und Geschäftshaus                                    | Wichlinghausen-Süd Wichlinghauser Straße 66    |                                                                       | um 1900                                                         | 23. April 1985     | 420             |
| Wohn- und Geschäftshaus               | Wohn- und Geschäftshaus                                    | Wichlinghausen-Süd Wichlinghauser Straße 67    |                                                                       | um 1900                                                         | 2. September 1985  | 567             |
| weitere Bilder                        | Wohnhaus                                                   | Wichlinghausen-Süd Wichlinghauser Straße 68    |                                                                       | 1899                                                            | 30. Mai 1996       | 3918            |
| weitere Bilder                        | Wohnhaus                                                   | Wichlinghausen-Süd Wichlinghauser Straße 69    |                                                                       | 1900                                                            | 25. Juni 1996      | 3950            |
| Wohnhaus                              | Wohnhaus                                                   | Wichlinghausen-Süd Wichlinghauser Straße 70    |                                                                       | 1898                                                            | 13. Dezember 1995  | 3829            |
| weitere Bilder                        | Wohn- und Geschäftshaus                                    | Wichlinghausen-Süd Wichlinghauser Straße 71    |                                                                       | 1899                                                            | 25. Juni 1985      | 523             |
| weitere Bilder                        | Wohn- und Geschäftshaus                                    | Wichlinghausen-Süd Wichlinghauser Straße 72    |                                                                       | 1905                                                            | 4. Juli 1994       | 3452            |
| Wohn- und Geschäftshaus               | Wohn- und Geschäftshaus                                    | Wichlinghausen-Süd Wichlinghauser Straße 76    |                                                                       | um 1905                                                         | 23. Juni 1994      | 3444            |
| Wohn- und Geschäftshaus               | Wohn- und Geschäftshaus                                    | Wichlinghausen-Süd Wichlinghauser Straße 78    |                                                                       | um 1900                                                         | 21. Juni 1994      | 3438            |
| weitere Bilder                        | Wohnhaus                                                   | Wichlinghausen-Süd Wichlinghauser Straße 80    | eine bauliche Einheit und eine D-Nummer mit Wichlinghauser Straße 82  |                                                                 | 16. Januar 1991    | 1855            |
| Wohn- und Geschäftshaus               | Wohn- und Geschäftshaus                                    | Wichlinghausen-Süd Wichlinghauser Straße 81    |                                                                       | 1902                                                            | 4. Juli 1994       | 3453            |
| weitere Bilder                        | Wohnhaus                                                   | Wichlinghausen-Süd Wichlinghauser Straße 82    | eine bauliche Einheit und eine D-Nummer mit Wichlinghauser Straße 80  |                                                                 | 16. Januar 1991    | 1855            |
| weitere Bilder                        | Wohnhaus                                                   | Wichlinghausen-Süd Wichlinghauser Straße 87    |                                                                       | 1895–1906                                                       | 4. Juli 1994       | 3454            |
| weitere Bilder                        | Wohn- und Geschäftshaus                                    | Wichlinghausen-Süd Wichlinghauser Straße 91    | eine D-Nummer mit Collenbuschstraße 27                                | 1898                                                            | 4. Dezember 1991   | 1951            |
| weitere Bilder                        | Wohnhaus                                                   | Wichlinghausen-Süd Wichlinghauser Straße 92    |                                                                       | 1904                                                            | 23. Juni 1994      | 3445            |
| Wohn- und Geschäftshaus               | Wohn- und Geschäftshaus                                    | Wichlinghausen-Süd Wichlinghauser Straße 93    |                                                                       | 1880                                                            | 10. März 1992      | 2098            |
| weitere Bilder                        | Wohn- und Geschäftshaus                                    | Wichlinghausen-Süd Wichlinghauser Straße 94    |                                                                       | kurz vor 1900                                                   | 11. März 1985      | 351             |
| weitere Bilder                        | Wohn- und Geschäftshaus                                    | Wichlinghausen-Süd Wichlinghauser Straße 96    |                                                                       | 1899                                                            | 28. Februar 1991   | 1875            |
| Wohn- und Geschäftshaus               | Wohn- und Geschäftshaus                                    | Wichlinghausen-Süd Wichlinghauser Straße 98    |                                                                       | 1875–1885                                                       | 4. Juli 1994       | 3455            |
| weitere Bilder                        | Wohn- und Geschäftshaus                                    | Wichlinghausen-Süd Wichlinghauser Straße 99    |                                                                       | 1911                                                            | 27. Februar 1985   | 335             |
| weitere Bilder                        | Wohn- und Geschäftshaus                                    | Wichlinghausen-Süd Wichlinghauser Straße 100   |                                                                       | 1875–1885                                                       | 4. Juli 1994       | 3456            |
| weitere Bilder                        | Wohn- und Geschäftshaus                                    | Wichlinghausen-Süd Wichlinghauser Straße 102   |                                                                       |                                                                 | 27. Februar 1985   | 336             |
| weitere Bilder                        | Wohnhaus                                                   | Wichlinghausen-Süd Wichlinghauser Straße 106   |                                                                       |                                                                 | 14. April 1993     | 2891            |
| weitere Bilder                        | Wohn- und Geschäftshaus                                    | Wichlinghausen-Süd Wichlinghauser Straße 107   |                                                                       | 1904                                                            | 13. Juli 1994      | 3472            |
| weitere Bilder                        | Wohn- und Geschäftshaus                                    | Wichlinghausen-Süd Wichlinghauser Straße 109   |                                                                       | 1901                                                            | 13. Juli 1994      | 3473            |
| weitere Bilder                        | Wohn- und Geschäftshaus                                    | Wichlinghausen-Süd Wichlinghauser Straße 114   |                                                                       | kurz nach 1890                                                  | 4. Juli 1994       | 3457            |
| weitere Bilder                        | Wohnhaus                                                   | Wichlinghausen-Süd Wichlinghauser Straße 114 a |                                                                       |                                                                 | 21. März 1986      | 737             |
| weitere Bilder                        | Wohn- und Geschäftshaus                                    | Wichlinghausen-Süd Wichlinghauser Straße 115   |                                                                       |                                                                 | 27. Februar 1985   | 337             |
| weitere Bilder                        | Wohn- und Geschäftshaus                                    | Wichlinghausen-Süd Wichlinghauser Straße 117   |                                                                       | kurz nach 1900                                                  | 18. Oktober 1984   | 169             |
| weitere Bilder                        | Wohn- und Geschäftshaus                                    | Wichlinghausen-Süd Wichlinghauser Straße 119   |                                                                       |                                                                 | 18. Juni 1993      | 2988            |
| weitere Bilder                        | Wohnhaus                                                   | Wichlinghausen-Süd Wichlinghauser Straße 121 a |                                                                       |                                                                 | 9. Dezember 1985   | 661             |
| weitere Bilder                        | Wohn- und Geschäftshaus                                    | Wichlinghausen-Süd Wichlinghauser Straße 123   | eine bauliche Einheit und eine D-Nummer mit Westkotter Straße 204     | 1927                                                            | 6. Juli 1987       | 1084            |